# Dans la peau d'un noir (téléfilm)
Pour les articles homonymes, voir Dans la peau d'un noir.
Dans la peau d'un noir est un film documentaire français réalisé en 2007 et diffusé pour la première fois sur Canal+ en 2 parties d'1 heure 30 minutes environ les 30 et 31 janvier 2007. Il vise à dénoncer le racisme, de la part de personnes résidant en France, à l'encontre des noirs.
Le documentaire est réalisé par Renaud Le Van Kim, avec Adrien Soland et Stéphanie Pelletier et produit par la société KM Production de Le Van Kim pour Canal +.
Le titre reprend le nom du livre de l'écrivain blanc américain John Howard Griffin  qui s'était noirci la peau et était parti traverser le sud des États-Unis alors ségrégationniste au début des années 1960. Le documentaire français va filmer la vie de deux familles françaises (chacune formée d'un couple avec un enfant), en situation réelle, tantôt soigneusement grimée dans la couleur de l'autre, tantôt non, et échangeant le soir leurs expériences de la journée. Le documentaire met en exergue les difficultés et vexations auxquelles doivent faire face les noirs en France dans la vie quotidienne (recherche d'un emploi, aller au restaurant, contrôles policiers, etc.).
Les deux familles sont composées de :
- famille blanche : Laurent Richier, 40 ans, Stéphanie Bellot Richier, son épouse, 35 ans, et leur fils Jonathan, 16 ans[2].
- famille noire : Romuald Berald, 41 ans, Antillais, sa compagne Ketty Sina, 48 ans, ancienne claudette d'origine camerounaise, et la fille de celle-ci, Audrey Verges, 19 ans, métisse catalo-camerounaise[2].

## Polémique
En avril 2009, Laurent Richier a dénoncé plusieurs manipulations de la réalité et recréations de situation par la production lors de la réalisation du documentaire afin de faire aller celui-ci dans le sens que voulait lui donner la production (contrôle policier provoqué, fausse accusation de racisme dans le rendez-vous raté pour un emploi, etc.) et estimant avoir joué un rôle de comédien a attaqué la société de production pour travail dissimulé.